# Södra Malmö
Södra Malmö är ett naturreservat i Västerviks kommun i Kalmar län.
Området är naturskyddat sedan 2006 och är 1 688 hektar stort. Reservatet omfattar ett skärgårdsområde strax nordost om Västervik där östra delen av ön Södra Malmö ingår liksom skär och öar utanför.  Reservatet består av betade skogar och öppna slåtter- och betesmarker.